# Dom latających sztyletów
Dom latających sztyletów (ang. House of Flying Daggers, chiń. 十面埋伏, shí miàn mái fú) – przygodowo-kostiumowy film fabularny z 2004 roku, który został wyprodukowany w kooperacji Chińskiej Republiki Ludowej i Hongkongu, w reżyserii Zhang Yimou.

## Obsada
- Zhang Ziyi jako Mei
- Takeshi Kaneshiro jako Jin
- Andy Lau jako Leo
- Song Dandan jako Yee

## Opis fabuły
Akcja filmu rozgrywa się w roku 859, chińska dynastia Tang chyli się ku upadkowi. Powstają buntownicze organizacje, dwóch kapitanów Leo i Jin, pragnie złapać przywódcę grupy "Domu latających sztyletów". Do celu ma ich doprowadzić nieświadoma niczego, niewidoma tancerka Mei – córka zmarłego przywódcy buntowników.

## Nagrody
Film otrzymał nominację do Oscara w kategorii Najlepsze Zdjęcia. Zhang Ziyi za walkę ze strażnikami cesarza otrzymała nominację do MTV Movie Awards w kategorii Najlepsza Walka.